# Tatjana Akimova
Tatjana Andrejevna Akimova (Russisch: Татьяна Андреевна Акимова geboren als Tatjana Andrejevna Semenova (Семёнова) (Tsjeboksary, 26 oktober 1990) is een Russische biatlete.

## Carrière
Akimova maakte haar wereldbekerdebuut in december 2015 in Östersund. In januari 2016 scoorde ze in Ruhpolding haar eerste wereldbekerpunten. Op de wereldkampioenschappen biatlon 2016 in Oslo eindigde de Russin als 26e op de 10 kilometer achtervolging, als 28e op de 7,5 kilometer sprint en als 39e op de 15 kilometer individueel. Op de 4x6 kilometer estafette eindigde ze samen met Anastasia Zagoroejko, Darja Virolajnen en Jekaterina Joerlova op de elfde plaats. Op 16 december 2016 boekte Akimova in Nové Město haar eerste wereldbekerzege.

## Resultaten

### Wereldkampioenschappen
| Jaar | Plaats | Resultaten                                                                           |
| ---- | ------ | ------------------------------------------------------------------------------------ |
| 2016 | Oslo   | 39e 15 km individueel 28e 7,5 km sprint 26e 10 km achtervolging 11e 4x6 km estafette |

### Wereldbeker
Eindklasseringen
| Seizoen   | Algemeen | Individueel | Sprint | Achtervolging | Massastart |
| --------- | -------- | ----------- | ------ | ------------- | ---------- |
| 2015/2016 | 45e      | 61e         | 35e    | 36e           | –          |
| 2016/2017 | 16e      | 17e         | 15e    | 23e           | 17e        |
| 2017/2018 | 39e      | 36e         | 46e    | 38e           | 39e        |

Wereldbekerzeges
| Nr.         | Datum            | Plaats      | Onderdeel     |
| Individueel | Individueel      | Individueel | Individueel   |
| ----------- | ---------------- | ----------- | ------------- |
| 1.          | 16 december 2016 | Nové Město  | 7,5 km sprint |

## Privé
Op 11 juni 2015 trouwde ze met biatleet Vjatsjeslav Akimov.